# アフマド (ジャライル朝)
アフマド（? - 1410年）は、ジャライル朝の第4代君主（在位：1382年 - 1410年）。同王朝の実質的な最後の君主である。

## 生涯
第2代君主シャイフ・ウヴァイスの子で、第3代君主フサイン1世の弟である。父の死後、兄と権力闘争を繰り広げた末の1382年に兄を殺害し、自らが君主として即位した。しかし兄の在位8年間で起こった内紛で王朝は衰退しており、1386年からティムール帝国君主のティムールによるイラン遠征が始まるとあっさりと敗れたアフマドはエジプトのマムルーク朝に逃亡し、その保護・援助を受ける。その結果、首都のバグダードや第2の都市であるタブリーズなどはティムールによって徹底的に破壊され、王朝は壊滅的打撃を受けた。
1396年にティムールが本拠のサマルカンドに帰還すると、その間隙を突いてマムルーク朝の援軍を得てバグダードに侵攻し、これを奪い返した。だがこれはティムールの怒りを招き、1400年にはティムールが大軍を率いて侵攻するとまたも逃亡。1401年にはマムルーク朝の援軍を得て反攻に出るも一蹴されて逆にシリアにまでティムールが進出する結果となり、再起は挫かれた。
しかし1405年にティムールが死去し、その帝国で内紛が起こるとバグダードに戻って再起を果たし、王朝を復活させた。さらに王朝の版図を取り戻すべくタブリーズの奪回も目指したが、同じくティムールの死で復活を果たした黒羊朝のカラ・ユースフと対立する。アフマドは1410年に彼との戦いに敗れて捕らえられて処刑された。
アフマドの死後もジャライル朝の王族は再起を目指して活動したが、内紛や弱体化が進んで王朝は1432年に完全に消滅した。